# Middle Island, King George Bay
Middle Island är en ö i territoriet Falklandsöarna (Storbritannien). Den ligger i den västra delen av ögruppen, 170 km väster om huvudstaden Stanley.